# Heinz Kattner
Heinz Kattner (Pleschen, 8 augustus 1892 - Ljubljana, 5 juni 1945) was een Duitse officier en Generalmajor tijdens de Tweede Wereldoorlog. Hij werd samen met General der Infanterie Werner von Erdmannsdorff, Generalleutnant Friedrich Stephan en de voormalige General der Panzertruppe Gustav Fehn door Joegoslavische partizanen geëxecuteerd.

## Leven
Op 8 augustus 1892 werd Heinz Kattner geboren in Pleschen, in de provincie Posen, wat een onderdeel van Pruisen was.

## Na de oorlog
Kattner raakte in Brits krijgsgevangenschap. Op 4 juni 1945 werd hij met andere voormalige hooggeplaatste officieren aan Joegoslavië uitgeleverd. Op 5 juni 1945 werd hij vervolgens samen met de General der Infanterie Werner von Erdmannsdorff, Generalleutnant Friedrich Stephan en de voormalige General der Panzertruppe Gustav Fehn zonder proces doodgeschoten door Joegoslavische partizanen die aangewezen waren om hen te bewaken in Ljubljana.

## Carrière
Kattner bekleedde verschillende rangen in zowel de Deutsches Heer als Heer. De volgende tabel laat zien dat de bevorderingen niet synchroon liepen.
| Datums            | Deutsches Heer             | Polizei              | Heer           |
| ----------------- | -------------------------- | -------------------- | -------------- |
| 25 september 1913 | —                          | —                    | —              |
| 26 september 1913 | Fahnenjunker               | —                    | —              |
| 22 maart 1914     | Fahnenjunker-Unteroffizier | —                    | —              |
| 15 juni 1914      | Fähnrich                   | —                    | —              |
| 2 augustus 1914   | Offiziers-Stellvertreter   | —                    | —              |
| 22 januari 1915   | Leutnant                   | —                    | —              |
| 18 augustus 1918  | Oberleutnant               | —                    | —              |
| 21 augustus 1921  | —                          | Polizei-Oberleutnant | —              |
| 31 januari 1922   | —                          | Polizei-Hauptmann    | —              |
| 6 november 1933   | —                          | Polizei-Major        | —              |
| 15 oktober 1935   | —                          | —                    | Major          |
| 20 april 1937     | —                          | —                    | Oberstleutnant |
| 16 maart 1940     | —                          | —                    | Oberst         |
| 1 oktober 1943    | —                          | —                    | Generalmajor   |

## Onderscheidingen
- Ridderkruis in de Huisorde van Hohenzollern met Zwaarden[1][2]